# Vilacolum (volcán)
Vilacolum son los restos de un antiguo cono volcánico; en el municipio de Torroella de Fluviá, en la provincia de Gerona, España. Pertenece a la Región volcánica de La Garrocha, en la zona de Ampurdán.

## Aspecto
El volcán de Vilacolum ha sufrido la erosión de forma constante. Tiene forma de bóveda, siendo un domo; pegado con Vilacolum hacia el N.

## Vulcanismo
Es el mayor yacimiento de traquita de toda la provincia volcánica que pertenece. El volcán está casi desaparecido, estando debajo de muchos sedimentos; y se supone que fue un pitón volcánico.

## Asuntos medioambientales
El volcán es considerado un lugar de gran importancia geológica debido a la traquita. Debido a eso, está protegido.